# (74093) 1998 QU6
(74093) 1998 QU6 – planetoida z pasa głównego asteroid okrążająca Słońce w ciągu 3,57 lat w średniej odległości 2,33 j.a. Odkryta 24 sierpnia 1998 roku.